# Liu'ao
Liu'ao (kinesiska:六鳌) är en köping i sydöstra Kina. Den ligger i Zhangpu härad i staden Zhangzhou i provinsen Fujian,, omkring 290 kilometer sydväst om provinshuvudstaden Fuzhou. Antalet invånare är 25 165. Befolkningen består av 12 012 kvinnor och 13 153 män. Barn under 15 år utgör 17,0 %, vuxna 15-64 år 73 %, och äldre över 65 år 8,0 %.